# George Christie
Sir George William Langham Christie (31. Dezember 1934 in Glyndebourne bei Lewes, East Sussex – 7. Mai 2014 ebenda) war ein englischer Opernintendant, der nahezu vier Jahrzehnte lang das Glyndebourne Festival leitete.

## Leben und Werk
Christie war der Sohn des Gründerehepaares des Glyndebourne Festivals, des Mäzens John Christie und der Sopranistin Audrey Mildmay. Diese hatten im Jahr 1934 auf Christies Landsitz im Süden Englands gemeinsam mit zwei deutschen Emigranten, dem Dirigenten Fritz Busch und dem Regisseur Carl Ebert, ein überwiegend Mozart gewidmetes Festival gegründet, welches schnell internationale Anerkennung fand – obwohl das kleine Opernhaus damals nur über 300 Sitzplätze verfügte.
Christie verbrachte die Jahre 1940 bis 1944 gemeinsam mit seiner Mutter und seiner Schwester Rosamond (1933–1988) in Kanada, weil sein Vater eine deutsche Invasion in England fürchtete und die Familie in Sicherheit gebracht wissen wollte. 1947 stand er in einer Glyndebourne-Produktion von Verdis Macbeth beim Edinburgh International Festival erstmals auf der Bühne, als Fleance, Sohn des Banquo, eine stumme Rolle. Danach besuchte er das Eton College, später das Trinity College in Cambridge, verließ die Universität jedoch ohne Abschluss. Christie arbeitete einige Jahre in der Gulbenkian Foundation, übernahm aber ab 1958 graduell immer mehr Aufgaben in Glyndebourne. Nach dem Tod seines Vaters im Jahr 1962 fiel ihm die Gesamtverantwortung für Landsitz und Festival zu.
Mit großem Geschick vermochte er einerseits die hohe künstlerische Qualität des Festivals zu halten, andererseits den Spagat zwischen der überlebensnotwendigen Expansion und dem Erhalt der intimen und familiären Atmosphäre zu bewältigen. Das Festival, welches in den ersten Jahren von seinem Vater aus dem Familienvermögen finanziert wurde, brauchte um überleben zu können eine breite Basis an Förderern. Christie gelang es, sowohl Unternehmen als auch Privatpersonen für die langfristige Unterstützung des Festivals zu gewinnen. Schritt für Schritt wurde der Zuschauerraum erweitert und die Bühnentechnik verbessert. Ein wesentliches Anliegen war ihm auch, breiteren Schichten der Bevölkerung den Zugang zur elitären Kunstform Oper zu eröffnen. 1968 gründete er das Projekt Glyndebourne On Tour, welches die Festivalsproduktionen im Herbst einem breiteren Publikum in England, aber auch in Irland, Frankreich und den Niederlanden, zugänglich machte. 1986 etablierte er ein eigenes Education Department, einerseits um Verständnis für die Kunstform Oper in der Umgebung und in den Schulen zu erwecken, andererseits um neue Opern in die Spielpläne integrieren zu können. Dieses Projekt wurde mehrfach ausgezeichnet und heute gibt es kaum mehr Opernhäuser, die auf diese Vermittlungsschiene verzichten können.
Höhepunkt der Aktivitäten Christies war Ende der 1980er der Entschluss, das alte Opernhaus abreißen zu lassen und ein völlig neues Theater mit fünfzig Prozent mehr Sitzplätzen erbauen zu lassen. Dafür verpflichtete er das Architektenpaar Michael und Patricia Hopkins, die Bühne und Zuschauerraum um 180 Grad drehten und so einen direkten Zugang des Publikums zu Garten und Picknick ermöglichten. Das neue Haus mit 1.200 Plätzen wurde 1994 – so wie das alte im Jahre 1934 – mit Mozarts Le nozze di Figaro eröffnet und wurde sowohl von Publikum, als auch von der Presse mit hoher Zustimmung angenommen.
Von 1968 bis 1988 fungierte er zusätzlich als Gründungsvorsitzender des Orchesters London Sinfonietta. Von 1988 bis 1992 hatte er den Vorsitz im Musikbeirat des Arts Council of Great Britain inne. Christie erhielt zahlreiche in- und ausländische Auszeichnungen. Im Jahr 1984, nach einem Besuch in Glyndebourne, schlug ihn Königin Elisabeth II. zum Knight Bachelor.
Im Jahr 1958 hatte er Mary Nicholson geheiratet. Das Paar hatte drei Söhne und eine Tochter, Hector, Ptolemy, Gus und Louise. George Christie zog sich am 31. Dezember 1999 von seinen Funktionen beim Glyndebourne Festival zurück, sein Sohn Gus Christie übernahm am ersten Tag des neuen Jahrhunderts.

## Auszeichnungen
- 1977: Cavaliere al Merito della Repubblica Italiana
- 1984: Adelung als Knight Bachelor („Sir“)
- 1995: Shakespeare-Preis der Alfred Toepfer Stiftung F. V. S.
- 2001: Order of the Companions of Honour
- 2006: Commandeur de l’Ordre des Arts et des Lettres
- 2013: International Opera Award für sein Lebenswerk